# Formula One 06
Formula One 2006 es un videojuego de carreras de Fórmula 1 para las consolas PlayStation Portable y PlayStation 2, correspondiente a la temporada 2006. Cuenta con todos los equipos y circuitos de dicha temporada, además de contenido extra desbloqueable.
El distribuidor de este juego es el SCEE (Sony Computer Entertainment Europe), en colaboración con la FIA (Federation Internationale de l'Automobile) lanzaron el juego el 28 de julio de 2006 en Europa y el 28 de diciembre del mismo año en Japón. También hay que aclarar que el desarrollo del videojuego vino a cargo de Sony Liverpool o Studio Liverpool, junto a Dolby Pro Logic y Studio Liverpool.

## Menú Principal
En el menú principal se encuentran las opciones de Carrera, Pantalla Dividida, Opciones, Perfil y Extras.

### Carrera
- Carrera Rápida: Corre una carrera con toda la parrilla para alcanzar la bandera a cuadros.
- Fin de Semana de Gran Premio: Corre un gran premio con prácticas, clasificación y carrera.
- Campeonato: Corre una temporada entera para conseguir el campeonato de pilotos y constructores.
- Trayectoria: Corre 5 temporadas enteras empezando en Super Aguri, Midland o Toro Rosso para llegar a Renault, McLaren o Ferrari.
- Dos jugadores: Este modo se puede jugar con un amigo, jugando con parrilla completa o teniendo un duelo entre los 2

### Extras
- Aprendizajes y Consejos: Aquí aprenderás como volverse un experto de Fórmula 1.
- F1TV: Carga tus Repeticiones y/o disfruta del modo espectador.
- Créditos: Observa los créditos del juego.

## Premios para desbloquear
- Alfa Romeo 158 (1950) Giuseppe Farina: Gana un campeonato de pilotos.
- Cooper T51 (1960) Olivier Gendebien: Disponible desde el inicio.
- Lotus 49C (1970) Jochen Rindt: Gana una carrera en cualquier modo (salvo en línea).
- Lotus 72E (1973) Emerson Fittipaldi: Disponible desde el inicio
- Williams FW06 (1980) Alan Jones: Consigue todas las medallas de bronce en contrarreloj (salvo Jerez).
- Williams FW18 (1996) Damon Hill: Consigue todas las medallas de plata en contrarreloj (salvo Jerez).
- Circuito de Jerez: Consigue todas las medallas de oro en contrarreloj.